# Marcin Gortat
Marcin Janusz Gortat (Łódź, 17 de febrero de 1984) es un exjugador de baloncesto polaco que disputó doce temporadas en la NBA. Mide 2,11 metros y jugaba en la posición de pívot.

## Trayectoria deportiva

### Europa
Tras jugar en el equipo de su ciudad en Polonia, en 2002 fichó por el equipo alemán del RheinEnergie Köln. En su última temporada promedió 10,4 puntos, 5,6 rebotes y 1,1 tapones por partido en la Euroliga.

### NBA

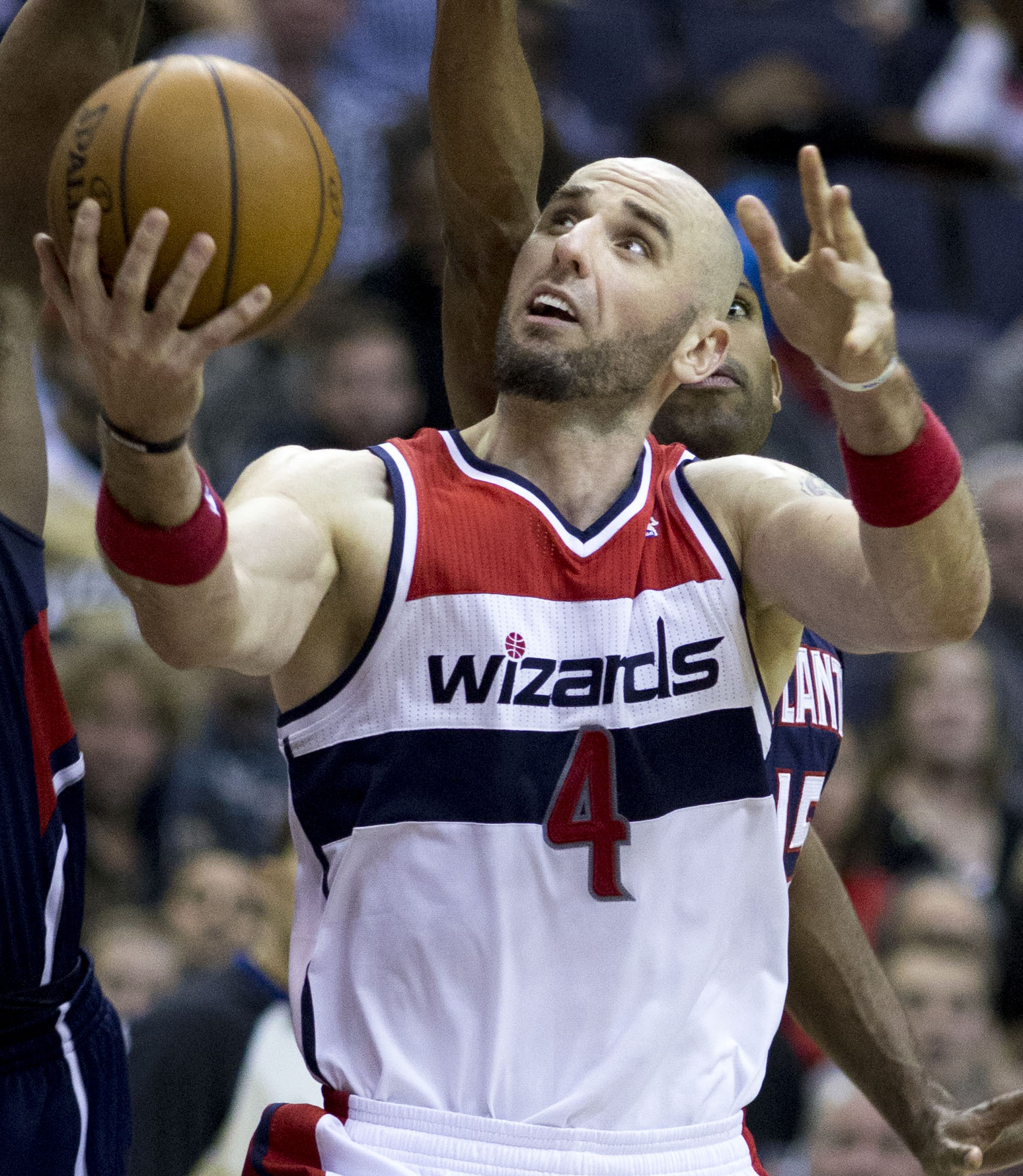
Gortat con los Wizards en 2013.

Fue elegido en el puesto 57 del Draft de la NBA de 2005 por Phoenix Suns, que traspasó sus derechos a Orlando Magic, equipo con el que disputó las tres últimas ediciones de su liga de verano, regresando siempre a Alemania. Por fin en 2007 los Orlando Magic se hicieron con el jugador para la temporada 2007-08.
Durante su cuarta temporada en Orlando, el 18 de diciembre de 2010, fue traspasado junto con Vince Carter y Mickaël Piétrus a Phoenix Suns a cambio de Hedo Turkoglu, Jason Richardson y Earl Clark.
Tras tres años en Phoenix, el 25 de octubre de 2013, fue traspasado junto con Shannon Brown, Malcolm Lee y Kendall Marshall a Washington Wizards a cambio de Emeka Okafor y una primera ronda protegida del Draft de la NBA de 2014. En su primera temporada, el 27 de febrero de 2014 ante Toronto Raptors, consiguió la máxima anotación de su carrera con 31 puntos.
En julio de 2014, renovó su contrato con los Wizards por cinco temporadas y 60 millones de dólares.
Después de 5 temporadas en Washington, el 26 de junio de 2018, fue traspasado a Los Angeles Clippers a cambio de Austin Rivers. Después de 47 encuentros con los Clippers, el 7 de febrero de 2019, fue cortado.
Tras una temporada sin equipo, el 16 de febrero de 2020, anunció su retirada del baloncesto profesional.

## Selección nacional
Gortat representó a Polonia en el Campeonato Europeo de Baloncesto Masculino Sub-20 de 2004.
Con la selección absoluta actuó en varias ediciones del Eurobasket: 2005, 2009, 2011 y 2013.

## Estadísticas de su carrera en la NBA

### Temporada regular
| Año     | Equipo        | PJ  | PT  | MPP  | %TC  | %3P   | %TL  | RPP  | APP | ROB | TPP | PPP  |
| ------- | ------------- | --- | --- | ---- | ---- | ----- | ---- | ---- | --- | --- | --- | ---- |
| 2007-08 | Orlando       | 6   | 0   | 6.8  | .471 | .000  | .667 | 2.7  | .3  | .2  | .2  | 3.0  |
| 2008-09 | Orlando       | 63  | 3   | 12.6 | .569 | 1.000 | .578 | 4.6  | .2  | .3  | .8  | 3.8  |
| 2009-10 | Orlando       | 81  | 0   | 13.4 | .533 | .000  | .680 | 4.2  | .2  | .2  | .9  | 3.6  |
| 2010-11 | Orlando       | 25  | 2   | 15.8 | .543 | .000  | .667 | 4.7  | .7  | .3  | .8  | 4.0  |
| 2010-11 | Phoenix       | 55  | 12  | 29.7 | .563 | .250  | .731 | 9.3  | 1.0 | .5  | 1.3 | 13.0 |
| 2011-12 | Phoenix       | 66  | 66  | 32.0 | .555 | .000  | .649 | 10.0 | .9  | .7  | 1.5 | 15.4 |
| 2012-13 | Phoenix       | 61  | 61  | 30.8 | .521 | .000  | .652 | 8.5  | 1.2 | .7  | 1.6 | 11.1 |
| 2013-14 | Washington    | 81  | 80  | 32.8 | .542 | 1.000 | .686 | 9.5  | 1.7 | .5  | 1.5 | 13.2 |
| 2014-15 | Washington    | 82  | 82  | 29.9 | .566 | .000  | .703 | 8.7  | 1.2 | .6  | 1.3 | 12.2 |
| 2015-16 | Washington    | 75  | 74  | 30.1 | .567 | .000  | .705 | 9.9  | 1.4 | .6  | 1.3 | 13.5 |
| 2016-17 | Washington    | 82  | 82  | 31.2 | .579 | .000  | .648 | 10.3 | 1.5 | .5  | .8  | 10.8 |
| 2017-18 | Washington    | 82  | 82  | 25.3 | .518 | .000  | .675 | 7.6  | 1.8 | .5  | .7  | 8.4  |
| 2018-19 | L.A. Clippers | 47  | 43  | 16.0 | .532 | .000  | .729 | 5.6  | 1.4 | .1  | .5  | 5.0  |
| Total   | Total         | 806 | 587 | 25.7 | .551 | .150  | .680 | 7.9  | 1.1 | .5  | 1.1 | 9.9  |

### Playoffs
| Año   | Equipo     | PJ | PT | MPP  | %TC  | %3P  | %TL  | RPP  | APP | ROB | TPP | PPP  |
| ----- | ---------- | -- | -- | ---- | ---- | ---- | ---- | ---- | --- | --- | --- | ---- |
| 2008  | Orlando    | 8  | 0  | 6.0  | .833 | .000 | .000 | 1.0  | .0  | .0  | .5  | 1.3  |
| 2009  | Orlando    | 24 | 1  | 11.3 | .654 | .000 | .625 | 3.2  | .1  | .4  | .6  | 3.3  |
| 2010  | Orlando    | 14 | 0  | 15.1 | .654 | .000 | .727 | 4.4  | .6  | .2  | .3  | 3.0  |
| 2014  | Washington | 11 | 11 | 34.7 | .429 | .000 | .659 | 9.9  | 1.5 | .5  | 1.4 | 13.0 |
| 2015  | Washington | 10 | 10 | 30.7 | .628 | .000 | .667 | 8.8  | 2.2 | .6  | 1.1 | 12.4 |
| 2017  | Washington | 13 | 13 | 31.5 | .505 | .000 | .611 | 11.2 | 1.8 | .4  | 1.5 | 8.1  |
| 2018  | Washington | 6  | 6  | 26.7 | .558 | –    | .571 | 6.3  | 1.0 | .0  | .3  | 8.7  |
| Total | Total      | 86 | 41 | 20.8 | .564 | –    | .650 | 6.1  | .9  | .3  | .8  | 6.4  |

## Vida personal
Es hijo del boxeador Janusz Gortat y de la voleibolista Alicja Gortat.